# Saúde em Angola

Evolução da expectativa de vida em Angola para o período 1950-2020

O sistema de saúde em Angola é composto por um grande sistema público, gerido pelo Estado, chamado Sistema Nacional de Saúde (SNS), que serve à maioria da população, pelo setor privado, gerido por fundos de seguros de saúde privados e entidades privadas, e pelas entidades sem fins lucrativos.

## Organização
O sistema de saúde em Angola é basicamente dividido em 3 níveis: primário, secundário e terciário. A rede primária abrange os postos/centros de saúde e os hospitais municipais. A rede secundária contém os hospitais provinciais e regionais (essas duas redes são administradas pelos governos provinciais). A rede terciária é constituída pelos hospitais de referência e nacionais, os centros de cirurgia cardíaca, os centros oftalmológicos, os centros de hemodiálise e os centros de tratamento oncológico. Essa rede depende do Ministério da Saúde (MINSA). Enquanto o acesso a serviços de saúde não chega a determinadas regiões, é substituído por clínicas que atuam de forma complementar às instituições principais de saúde pública. O atendimento público de saúde em Angola é gratuito e obrigatório, e a rede privada é obrigada a prestar atendimento de primeiros socorros, independentemente do poder aquisitivo do paciente.

## Panorama-geral
Para além da inexistência ou precariedade de estruturas de atendimento primário, secundário e terciário em grandes áreas do territórios nacional, falta leitos de internamento hospitalar, além da lentidão ou morosidade de atendimento dos doentes e ainda a falta de pessoal especializado em certos serviços e áreas específicas da medicina e de cuidados básicos e intermediários de saúde.
Segundo um relatório da OMS e do Banco Mundial, publicado em 2017, o sistema de saúde angolano é o pior em termos de cobertura de serviços básicos entre países lusófonos. A Angola está localizada na zona endêmicas de febre amarela. A incidência de cólera é elevada. Apenas uma pequena fração da população recebe atenção médica ainda rudimentar. A partir de 2004, a relação dos médicos por população foi estimada em 7.7 por 100 mil pessoas [carece de fontes?]. Em 2005, a expectativa de vida foi estimada em apenas 38.43 anos, uma das mais baixas do mundo [carece de fontes?]. A mortalidade infantil em 2005 foi estimada em 187.49 por 1000 nascidos vivos, as mais altas do mundo. A incidência de tuberculose em 1999 foi 271 por 100000 pessoas. Taxas de imunização de crianças de um ano de idade em 1999 foram estimadas em 22% de tétano, difteria e tosse convulsa e 46% para sarampo. Desnutrição afetado cerca de 53% das crianças abaixo de cinco anos de idade a partir de 1999. Desde 1975 e 1992, houve 300 mil mortes relacionadas com a guerra civil. A taxa global de morte foi estimada em 24 por 1000 em 2002. A prevalência de HIV/AIDS foi 3.90 por 100 adultos em 2003. A partir de 2004, havia aproximadamente 240000 pessoas que vivem com HIV/AIDS no país. Em 2000, 38% da população teve acesso à água potável e 44% tinham saneamento adequado. [carece de fontes?]

Número de mortes de crianças menores de cinco anos por 1.000 nascidos vivos em Angola no período 1950-2020

Em Setembro de 2014 foi criado por decreto presidencial o Instituto Angolano de Controlo de Câncer (IACC), que vai integrar o Serviço Nacional Saúde de Angola. O objectivo deste novo centro é assegurar a assistência médica e medicamentosa em oncologia, a implementação de políticas, programas e planos nacionais de prevenção, bem como o tratamento especializado. Este instituto oncológico vai assumir-se como instituição de referência nas regiões central e austral de África.
Em 2014, a Angola lançou uma campanha nacional de vacinação contra o sarampo, destinada a todas as crianças com menos de 10 anos e que percorreu todas as 18 províncias do país. A medida faz parte do Plano Estratégico de Eliminação do Sarampo 2014-2020, elaborado pelo Ministério da Saúde angolano e que prevê o reforço da vacinação de rotina e o manuseamento correto dos casos de sarampo, campanhas nacionais, a introdução da segunda dose de vacinação contra a doença no calendário nacional i vacinação de rotina e a vigilância epidemiológica ativa do sarampo. Esta campanha decorreu em paralelo com uma acção de vacinação contra a poliomielite e a administração de vitamina A. Ainda assim, existem poucos dados disponíveis que permitam correctamente avaliar a situação da saúde em Angola actualmente.